# MED21
MED21 (англ. Mediator complex subunit 21) – білок, який кодується однойменним геном, розташованим у людей на короткому плечі 12-ї хромосоми. Довжина поліпептидного ланцюга білка становить 144 амінокислот, а молекулярна маса — 15 564.
| 10         |  | 20         |  | 30         |  | 40         |  | 50         |
| ---------- |  | ---------- |  | ---------- |  | ---------- |  | ---------- |
| MADRLTQLQD |  | AVNSLADQFC |  | NAIGVLQQCG |  | PPASFNNIQT |  | AINKDQPANP |
| TEEYAQLFAA |  | LIARTAKDID |  | VLIDSLPSEE |  | STAALQAASL |  | YKLEEENHEA |
| ATCLEDVVYR |  | GDMLLEKIQS |  | ALADIAQSQL |  | KTRSGTHSQS |  | LPDS       |

A: Аланін

C: Цистеїн

D: Аспарагінова кислота

E: Глутамінова кислота

F: Фенілаланін

G: Гліцин

H: Гістидин

I: Ізолейцин

K: Лізин

L: Лейцин

M: Метіонін

N: Аспарагін

P: Пролін

Q: Глутамін

R: Аргінін

S: Серин

T: Треонін

V: Валін

Кодований геном білок за функцією належить до активаторів. 
Задіяний у таких біологічних процесах, як транскрипція, регуляція транскрипції. 
Локалізований у ядрі.